# Al Gore
Albert Arnold Gore, Jr. (tên thường được gọi Al Gore; sinh ngày 31 tháng 3 năm 1948) là Phó Tổng thống thứ 45 của Hoa Kỳ, ông giữ chức vụ này từ năm 1993 đến 2001 dưới thời Tổng thống Bill Clinton. Trước khi nhậm chức Phó Tổng thống, Gore là dân biểu đại diện tiểu bang Tennessee trong Hạ viện (1977–85), và là Thượng nghị sĩ tại Thượng viện Hoa Kỳ (1985–93). Gore đóng một vai trong bộ phim tài liệu đoạt giải Oscar An Inconvenient Truth (tượng vàng Oscar được trao cho đạo diễn Davis Guggenheim, và ông tặng nó cho Gore trong chương trình).
Gore từng là ứng cử viên Đảng Dân chủ cho chức Tổng thống trong kỳ tổng tuyển cử năm 2000, đó là một trong những cuộc bầu cử gây tranh cãi nhất trong lịch sử Hoa Kỳ. Sau khi xảy ra nhiều vấn đề về kiểm phiếu, và kết quả bầu cử bị bác tại tòa của tiểu bang Florida, Tối cao Pháp viện Hoa Kỳ mở vụ kiện Bush v. Gore, quyết định ngừng quá trình đếm phiếu, để cho George W. Bush nắm được đa số trong đại cử tri đoàn (electoral college) và do vậy Bush trở thành Tổng thống Hoa Kỳ.
Hiện nay, Gore làm chủ một đài truyền hình cáp ở Mỹ, Current TV, đài này đã giành giải Primetime Emmy năm 2007 về Thành tích Sáng tạo Nổi bật về Truyền hình Tương tác (Outstanding Creative Achievement in Interactive Television). Ông cũng là chủ tịch công ty Generation Investment Management, giám đốc của Apple Inc., cố vấn không chính thức của ban quản lý Google, và là chủ tịch Alliance for Climate Protection (Liên minh Bảo vệ Khí hậu).
Gore đi nhiều nơi để diễn thuyết về tình trạng nóng ấm toàn cầu mà ông gọi là "cuộc khủng hoảng khí hậu". Năm 2006, ông tham gia diễn xuất trong phim tài liệu An Inconvenient Truth (Sự thật mất lòng) tập trung vào chủ đề môi trường và tình trạng nóng ấm toàn cầu. Phim này đoạt giải Oscar. Dưới sự lãnh đạo của Gore, một trong những tổ chức của ông, Save Our Selves, thực hiện một chuỗi các buổi hoà nhạc từ thiện mang tên Live Earth tại 12 địa điểm trên 7 đại lục, trong ngày 7 tháng 7 năm 2007 (07.07.07), như là một phần trong nỗ lực thu hút sự chú ý của công luận vào tình trạng biến đổi khí hậu. Cùng với Ủy ban Liên Chính phủ về Biến đổi Khí hậu (IPCC), Gore được trao tặng giải Nobel Hòa bình năm 2007 "vì những nỗ lực xây dựng và giúp mọi người nhận thức về sự thay đổi khí hậu mà tác nhân chính là con người, cũng như thiết lập nền tảng cho các biện pháp cần thiết để xử lý vấn nạn này".

## Thiếu thời
Albert A. Gore, Jr. sinh ra tại Washington, D.C., là con trai của Albert Arnold Gore, Sr.. Al Gore, Sr. là Dân biểu Hoa Kỳ (1939-1944, 1945-1953), Thượng Nghị sĩ Hoa Kỳ (1953-1971) đại diện tiểu bang Tennessee. Mẹ của Gore là Pauline LaFon Gore, một trong những phụ nữ đầu tiên tốt nghiệp Trường Luật Đại học Vanderbilt. Tuổi thơ của Gore được chia đều cho Washington và Carthage, Tennessee. Trong năm học, gia đình của cậu ngụ trong một khách sạn tại thủ đô, và suốt mùa hè, cậu phải làm việc trong nông trang của gia đình ở Carthage, ở đây người ta trồng cỏ và chăn nuôi súc vật.
Gore đến học Trường St. Albans dành cho giới giàu có, xếp thứ 25 trong số 51 học sinh trong năm cuối cấp. Để chuẩn bị vào đại học, Gore phải qua kỳ thi SAT với điểm số 1355. Chỉ số IQ của Gore trong khi theo học tại Trường St. Albans trong năm đầu (1961) và năm cuối (1964) là 133 và 134.
Năm 1965, Gore vào Đại học Harvard, đây là viện đại học duy nhất mà Gore nộp đơn. Tại đây, Gore bị xếp vào trong số các sinh viên học dở nhất lớp. Sau khi nhận ra mình không thích thú gì với chuyên ngành ngữ văn Anh, Gore quyết định đổi ngành học và tìm thấy niềm đam mê với môn chính quyền học, sau đó tốt nghiệp hạng danh dự vào tháng 6 năm 1969 với văn bằng Cử nhân chuyên ngành Chính quyền học.
Gore chống Chiến tranh Việt Nam, và lẽ ra có thể tránh đi phục vụ ở hải ngoại bằng cách chấp nhận một vị trí trong Lực lượng Vệ binh Quốc gia mà một người bạn của gia đình đã dành sẵn cho ông. Nhưng Gore nói rằng nghĩa vụ công dân đã thúc đẩy ông phục vụ đất nước trong khả năng của mình. Gore gia nhập Lục quân Hoa Kỳ vào ngày 7 tháng 8 năm 1969. Sau khi qua khóa huấn luyện cơ bản tại Fort Dix, Gore nhận nhiệm vụ phóng viên cho nhật báo The Army Flier. Bảy tháng trước khi giải ngũ, Gore được cử đến Việt Nam vào ngày 2 tháng 2 năm 1971. Ông phục vụ bốn tháng trong Trung đoàn Công binh 20 ở Biên Hòa, và thêm một tháng ở Bộ Chỉ huy Công binh Lục quân ở Long Bình.
Gore được giải ngũ hai tháng trước thời hạn để kịp vào Khoa Thần học của Đại học Vanderbilt. Năm 1970, Gore kết hôn với Mary Elizabeth Aitchenson (còn gọi là Tipper), người mà Gore đã gặp gỡ trước đó tại một buổi tiệc khiêu vũ ở trường trung học tại Washington, D.C.
Trong thời gian 5 năm, Gore là phóng viên cho nhật báo The Tennessean tại Nashville, Tennessee. Những phóng sự điều tra của Gore về những vụ tham nhũng của các thành viên Hội đồng Thành phố Nashville dẫn đến việc bắt giữ và truy tố hai nghị viên hội đồng thành phố về hai tội danh khác nhau. Nhưng vụ này cũng đem đến cho Gore cảm giác hoang mang vì nhận thức rằng một nhà báo có thể vạch trần các hành vi sai trái nhưng lại không thể sửa chữa chúng. Từ nhận thức này, Gore quyết định bỏ nghề báo và đi học luật. Nhưng trước khi tốt nghiệp, Gore biết được vị dân biểu đại diện khu vực bầu cử của mình đang tính đến việc về hưu, thế là Gore bỏ học để bắt đầu sự nghiệp chính trị của mình.

## Sự nghiệp Chính trị (1976–2000)

### Viện Dân biểu
Khi Dân biểu Joe L. Evins tuyên bố nghỉ hưu sau 30 năm tại chức, Gore quyết định bỏ học trong tháng 3 năm 1976 để ra tranh cử ghế dân biểu Quốc hội Hoa Kỳ, đại diện cho hạt bầu cử số bốn của tiểu bang Tennessee. Gore đánh bại Stanley Rogers trong cuộc bầu cử sơ bộ của Đảng Dân chủ, rồi tiến vào cuộc tổng tuyển cử mà không có đối thủ để lần đầu tiên nhận lấy một vị trí trong Viện Dân biểu Hoa Kỳ, khi ấy ông 28 tuổi. Ông tái đắc cử ba lần trong năm 1978, 1980, và 1982. Năm 1984, Gore đắc cử vào Thượng viện Hoa Kỳ, chiếm ghế đang bỏ trống của Lãnh tụ phe đa số Cộng hòa Howard Baker. Gore đại diện cho tiểu bang Tennessee tại Thượng viện cho đến năm 1993, khi ông trở thành Phó Tổng thống Hiệp Chủng Quốc Hoa Kỳ.
Trong thời gian phục vụ tại Quốc hội, Gore có chân trong Ủy ban Quân bị và Ủy ban Thương mại, Khoa học và Giao thông. Cuối thập niên 1980, ông đệ trình dự luật Gore, được thông qua để trở thành Luật Vi tính và Truyền thông năm 1991, đạo luật này đóng vai trò quan trọng ảnh hưởng đến sự phát triển của Internet.
Thượng nghị sĩ Al Gore đã hai lần yêu cầu chính phủ Mỹ rút lại sự ủng hộ dành cho Saddam Hussein, nêu lý do Hussein sử dụng khí độc, ủng hộ khủng bố, và phát triển chương trình hạt nhân, nhưng bị chống đối bởi chính phủ Reagan và chính phủ Bush. Khi phát động Chiến dịch Al-Anfal, Hussein đã sử dụng khí độc tấn công người Kurd ở Iraq, Gore đứng ra đồng bảo trợ Đạo luật Ngăn chặn Diệt chủng năm 1988 nhằm chấm dứt mọi trợ giúp dành cho Iraq. Dự luật bị đánh bại, một phần do sự tích cực vận động hành lang từ Nhà Trắng, phần khác là do Tổng thống Reagan đe dọa dùng quyền phủ quyết.

### Bầu cử Tổng thống năm 1988
Gore ra tranh cử tổng thống trong kỳ tuyển cử năm 1988, nhưng không thành công khi Michael Dukakis giành được sự đề cử của Đảng Dân chủ. Chiến lược tranh cử của Gore là bỏ qua cuộc bầu cử sơ bộ ở Iowa, và ít quan tâm đến kết quả sơ bộ ở New Hampshire, nhưng tập trung vận động ở các tiểu bang miền Nam. Ông chiến thắng trong các cuộc bầu cử sơ bộ ở Arkansas, Kentucky, Bắc Carolina, Oklahoma, và Tennessee, nhưng lại bị đánh bật khỏi cuộc đua khi thất bại trong cuộc bầu cử sơ bộ ở New York.
Ngày 3 tháng 4 năm 1989, cậu con trai sáu tuổi của Gore, Albert, suýt bị giết chết trong một tai nạn giao thông đã khiến cha cậu phải quyết định dành thời gian bên cạnh con trai trên giường bệnh, thay vì chuẩn bị cho kỳ bầu cử tổng thống năm 1992. Trong thời gian này, Gore bắt tay viết cuốn Earth in the Balance về chủ đề bảo vệ môi trường. Đây là tác phẩm đầu tiên của một thượng nghị sĩ đương nhiệm có tên trong bảng liệt kê sách bán chạy nhất của tờ The New York Times, kể từ quyển Gương Can đảm nơi Nghị trường của John F. Kennedy.

### Phó Tổng thống
Ngày 9 tháng 7 năm 1992, Bill Clinton chọn Gore đứng chung liên danh cho cuộc bầu cử tổng thống năm 1992. Ngày 20 tháng 1 năm 1993, Gore nhậm chức Phó Tổng thống thứ 45 của Hoa Kỳ. Clinton và Gore tái đắc cử nhiệm kỳ thứ hai năm 1996.
Theo tường trình của chính phủ, nền kinh tế Hoa Kỳ phát triển trong suốt tám năm cầm quyền của chính phủ Clinton-Gore. Một trong những nhân tố thúc đẩy sự phát triển kinh tế là Đạo luật Omnibus Budget Reconciliation năm 1993 mà Gore, trong cương vị Chủ tịch Thượng viện, đã bỏ lá phiếu quyết định nhằm phá vỡ thế cân bằng trong kết quả kiểm phiếu. Chính phủ đã hợp tác tốt với Viện Dân biểu trong nỗ lực cắt giảm chi tiêu liên bang, rồi dần dần cân bằng ngân sách liên bang. Một trong những chức trách của Phó Tổng thống Gore là lãnh đạo đề án Kiểm tra Hoạt động Quốc gia với mục tiêu vạch ra sự lãng phí, gian trá, và những lạm dụng khác đang diễn ra trong chính phủ liên bang, cũng như tập trung vào nhu cầu tinh giản bộ máy hành chánh và cắt giảm số lượng các luật lệ và quy định. Gore cho rằng những nỗ lực này đã cung cấp những định hướng cần thiết cho Tổng thống Clinton khi ông tiến hành chương trình thu gọn bộ máy hành chánh của chính phủ liên bang.
Năm 1993, trong một cuộc tranh luận với Ross Perot trong chương trình Larry King Live của đài CNN về chủ đề tự do thương mại, Gore đưa ra luận cứ ủng hộ tự do thương mại và nỗ lực thông qua hiệp ước NAFTA, trong khi Perot chống lại những điều này. Những cuộc thăm dò dư luận cho thấy đa số người Mỹ tin rằng Gore đã thắng trong cuộc tranh luận, và tỏ ý ủng hộ NAFTA. Dự luật được thông qua tại Hạ viện với kết quả kiểm phiếu 234 – 200.
Năm 1997, Gore là viên chức chính phủ cao cấp nhất tham gia một cuộc đua marathon khi đương chức. Gore hoàn tất cuộc đua Marathon Thủy quân Lục chiến trong 4 giờ 54 phút 25 giây.
Năm 1998, Gore khởi sự vận động cho chương trình phóng một vệ tinh NASA có thể liên tục quan sát Trái Đất, đánh dấu một bước tiến lớn trong lãnh vực này kể từ lúc phi hành đoàn phi thuyền Apollo 17 thực hiện bức ảnh trứ danh Viên bi xanh chụp Trái Đất từ khoảng cách 29 000 km trong năm 1972. Vệ tinh "Triana" được đặt ở vị trí L1 (Lagrangian Point), cách Trái Đất 1,5 triệu km.
Cũng trong năm 1998, Gore bắt đầu cộng tác với đề án Digital Earth nhằm xây dựng một hệ thống trình bày những ảnh ảo về Trái Đất trên Internet, nối kết và tương tác với các nguồn dữ liệu trên khắp thế giới.

### Bầu cử Tổng thống năm 2000
Sau khi hoàn tất hai nhiệm kỳ Phó Tổng thống, Gore quyết định ra tranh cử trong cuộc chay đua vào Nhà Trắng năm 2000, và chọn Thượng nghị sĩ Joe Lieberman đứng chung liên danh. Đây là một trong những kỳ bầu cử tổng thống có kết quả sít sao nhất, cũng như gây nhiều tranh cãi nhất trong lịch sử Hoa Kỳ.
Con gái của Gore, Karenna Gore Schiff, hoạt động tích cực cho chiến dịch vận động trong cương vị Chủ tịch Youth Outreach. Cùng với diễn viên điện ảnh nổi tiếng Tommy Lee Jones, Jones từng là bạn cùng phòng với Al Gore khi hai người theo học tại Đại học Harvard, Schiff chính thức đề cử Gore làm ứng cử viên tổng thống tại Đại hội Đảng Dân chủ năm 2000 ở Los Angeles. Cô cũng là người giới thiệu Al Gore khi ông tuyên bố bắt đầu chiến dịch tranh cử.

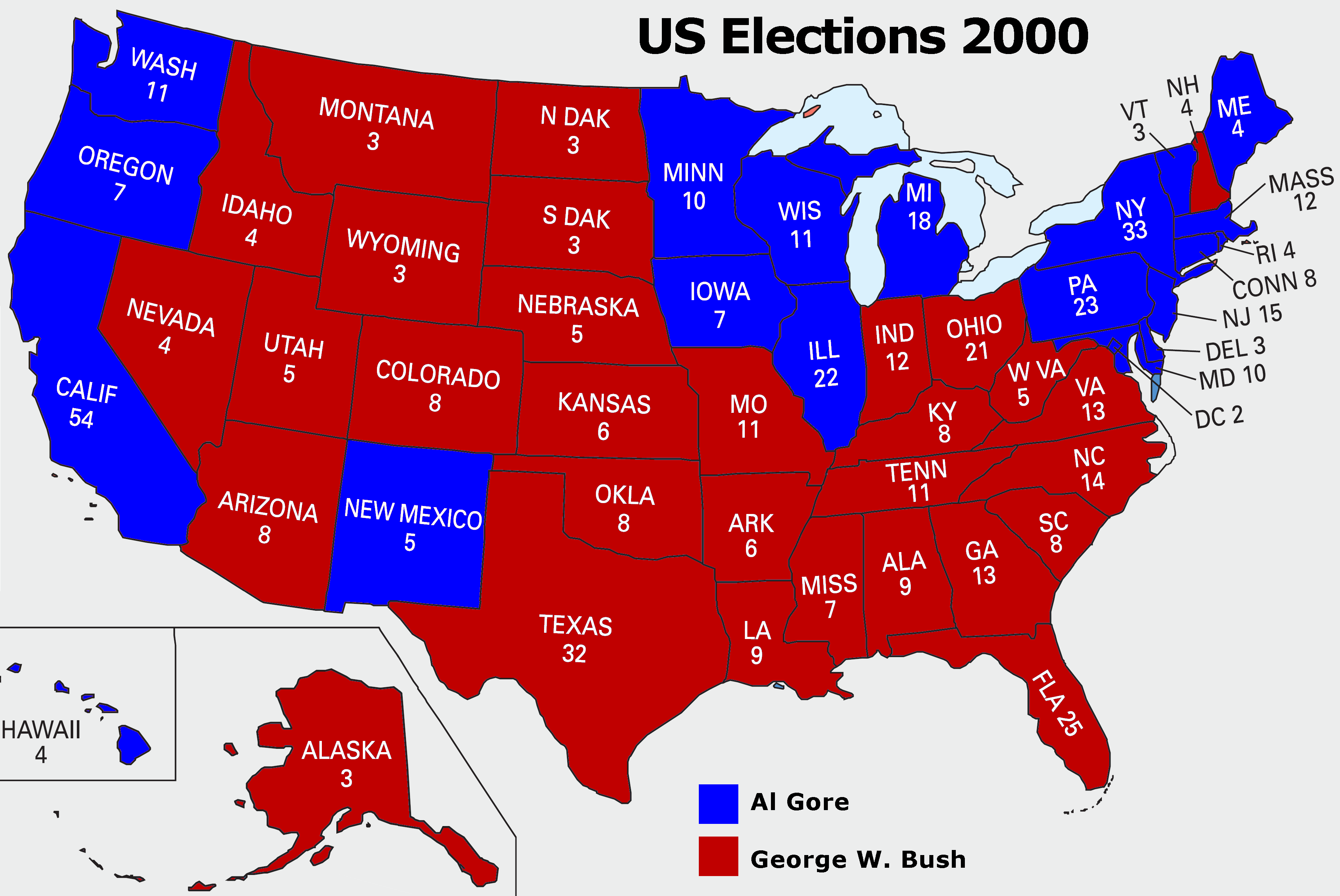
Bản đồ Kỳ Bầu cử Tổng thống năm 2000

Suốt trong thời gian vận động, Gore và đối thủ thuộc Đảng Cộng hòa, Thống đốc Tiểu bang Texas George W. Bush, ngang điểm nhau. Đến ngày bầu cử, kết quả sít sao đến độ phải mất hơn một tháng chờ đợi kết quả sau cùng ở tiểu bang Florida. Ngay trong đêm bầu cử, các mạng lưới tin tức đưa tin thắng lợi của Gore tại Florida, rồi cải chính, rồi gọi Bush là người chiến thắng, rồi lại cải chính.
Cuối cùng, cuộc đua được quyết định bởi 537 phiếu cách biệt tại Florida để toàn bộ 25 phiếu cử tri đoàn của tiểu bang dành cho Bush. Gore thừa nhận thất bại sau khi Tối cao Pháp viện Hoa Kỳ phán quyết trong vụ Bush versus Gore việc tái kiểm phiếu tại Florida là vi hiến. Dù bất đồng với phán quyết của Tòa Tối cao, Gore tuyên bố, "vì sự đoàn kết dân tộc và sức mạnh của nền dân chủ, tôi quyết định nhượng bộ".
Như vậy, Gore là ứng cử viên thứ ba trong lịch sử Hoa Kỳ giành được đa số phiếu phổ thông (khoảng nửa triệu phiếu nhiều hơn đối thủ) nhưng lại thua số phiếu của cử tri đoàn. Gore có 266 phiếu cử tri đoàn so với 271 phiếu dành cho Bush.
Sau này, trong một lần diễn thuyết về tình trạng nóng ấm toàn cầu, Gore đã nói đùa khi tự giới thiệu là "người lẽ ra là Tổng thống Hoa Kỳ".
Trong chiến dịch tranh cử tổng thống năm 2000, Gore thường giới thiệu các thành tựu kinh tế là kết quả của những chính sách được thiết kế bởi chính phủ dưới quyền lãnh đạo của ông và Clinton – 22 triệu việc làm mới, con số kỷ lục những người sở hữu ngôi nhà của mình, tỷ lệ thất nghiệp thấp nhất trong 30 năm, trả 360 tỉ USD nợ quốc gia, tỷ lệ nghèo thấp nhất trong 20 năm, chuyển đổi mức thâm hụt ngân sách lớn nhất trong lịch sử nước Mỹ trở thành mức thặng dư ngân sách cao nhất, chi tiêu liên bang thấp nhất trong ba thập niên, gánh nặng thuế lợi tức đóng cho liên bang thấp nhất trong 35 năm, và con số gia đình có sở hữu chứng khoán cao nhất.

## Sau nhiệm kỳ Phó Tổng thống

### Giáo dục
Năm 2001, Gore nhận lời giảng dạy cho bốn viện đại học trong cương vị giáo sư thỉnh giảng (Trường Cao học Báo chí Đại học Columbia, Đại học Fisk, Đại học Tiểu bang Tennessee, và UCLA). Tháng 4 năm 2007, ông được bầu làm thành viên danh dự của Hàn lâm viện Nghệ thuật và Khoa học Hoa Kỳ (hầu hết những người đoạt giải Nobel đều được bầu vào vị trí danh dự này trước khi họ được trao tặng giải Nobel).

### Hoạt động Công dân
Ngày 23 tháng 9 năm 2002, trong một diễn văn đọc trước Câu lạc bộ Commonwealth, Gore đã trình bày quan điểm được nhiều người xem là mạnh mẽ nhất chỉ trích Tổng thống George W. Bush và Quốc hội về sự vội vã của họ khi tiến hành cuộc chiến, ngay cả khi chưa có dấu hiệu rõ ràng về thái độ thù địch của Iraq. Lúc ấy Gore đã cảnh báo về gánh nặng chi tiêu dành cho cuộc chiến, nguy cơ uy tín của nước Mỹ sút giảm trên trường quốc tế, và những tra vấn về tính hợp pháp của Chủ thuyết Bush về chiến tranh ngăn chặn.
Tháng 9 năm 2005, Gore thuê hai máy bay để di tản 270 người khỏi New Orleans sau trận bão Katrina. Ông cũng lớn tiếng chỉ trích chính phủ liên bang và địa phương về cung cách giải quyết hậu quả cơn bão.

## Kêu gọi Quan tâm đến Môi trường

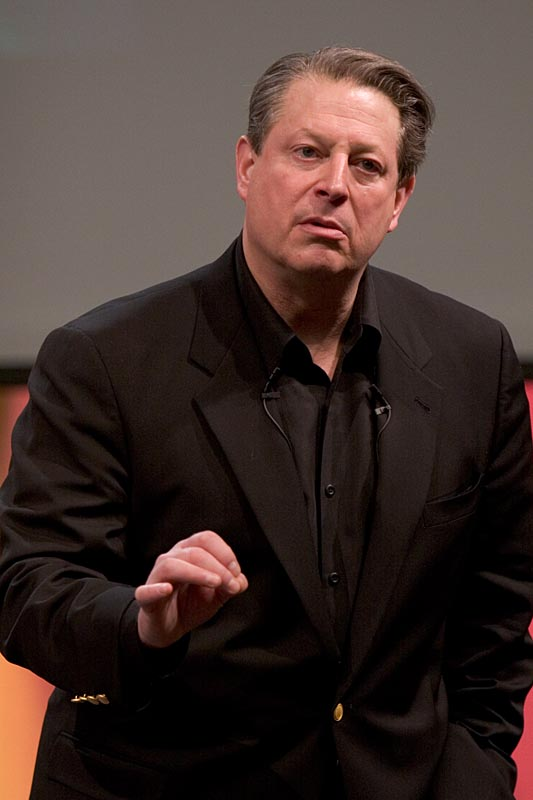
Al Gore nói chuyện về tình trạng nóng lên toàn cầu tại Mountain View, CA, ngày 7 tháng 4 năm 2006

Theo một bài đăng trên tờ The Concord Monitor ngày 27 tháng 2 năm 2007, "Gore là một trong những chính trị gia đầu tiên thấu hiểu mức độ nghiêm trọng của tình trạng thay đổi khí hậu, đã kêu gọi cắt giảm lượng khí thải carbon dioxide cũng như các loại khí đốt gây hiệu ứng nhà kính. Từ thập niên 1970, ông đã tổ chức cuộc điều trần đầu tiên của Quốc hội về chủ đề này ". Suốt trong thời gian làm việc tại Quốc hội, Gore đã đứng ra đồng tổ chức các phiên điều trần về chất thải độc hại trong năm 1978-1979, cũng như về tình trạng nóng ấm toàn cầu trong thập niên 1980. Ngày 14 tháng 5 năm 1989, khi đang là Thượng nghị sĩ, Gore cho đăng một bài xã luận trên tờ Washington Post, ông viết "Nhân loại đột nhiên bước vào một mối tương quan mới với tinh cầu Trái Đất. Những khu rừng trên khắp thế giới đang bị tàn phá; lỗ hổng khổng lồ trên tầng ozone đang ngày càng lan rộng. Các loài sinh vật đang chết dần mòn ở mức độ cao chưa từng thấy."
Vào Ngày Trái Đất năm 1994, Gore khai trương Chương trình GLOBE, một đề án giáo dục và khoa học, theo tạp chí Forbes, "sử dụng những tiện ích Internet vào mục tiêu gia tăng sự quan tâm của sinh viên về môi trường sống của họ".
Cuối thập niên 1990, Gore đẩy mạnh cuộc vận động phê chuẩn Hiệp ước Kyoto nhằm cắt giảm lượng khí thải gây hiệu ứng nhà kính, nhưng nỗ lực của ông bị vô hiệu hóa bởi Nghị quyết Byrd-Hagel, được thông qua tại Thượng viện với số phiếu đồng thuận 95-0, thể hiện lập trường của Thượng viện là Hoa Kỳ không nên ký bất cứ hiệp ước nào mà không có sự ràng buộc về mục tiêu và lịch trình (cắt giảm lượng khí thải) đối với các quốc gia tiên tiến cũng như các nước đang phát triển, hoặc nếu hiệp ước "gây ra sự thiệt hại nghiêm trọng đối với nền kinh tế nước Mỹ". Ngày 12 tháng 11 năm 1998, Gore ký tượng trưng bản hiệp ước, nhưng chính phủ Clinton không bao giờ đệ trình Thượng viện để thông qua.

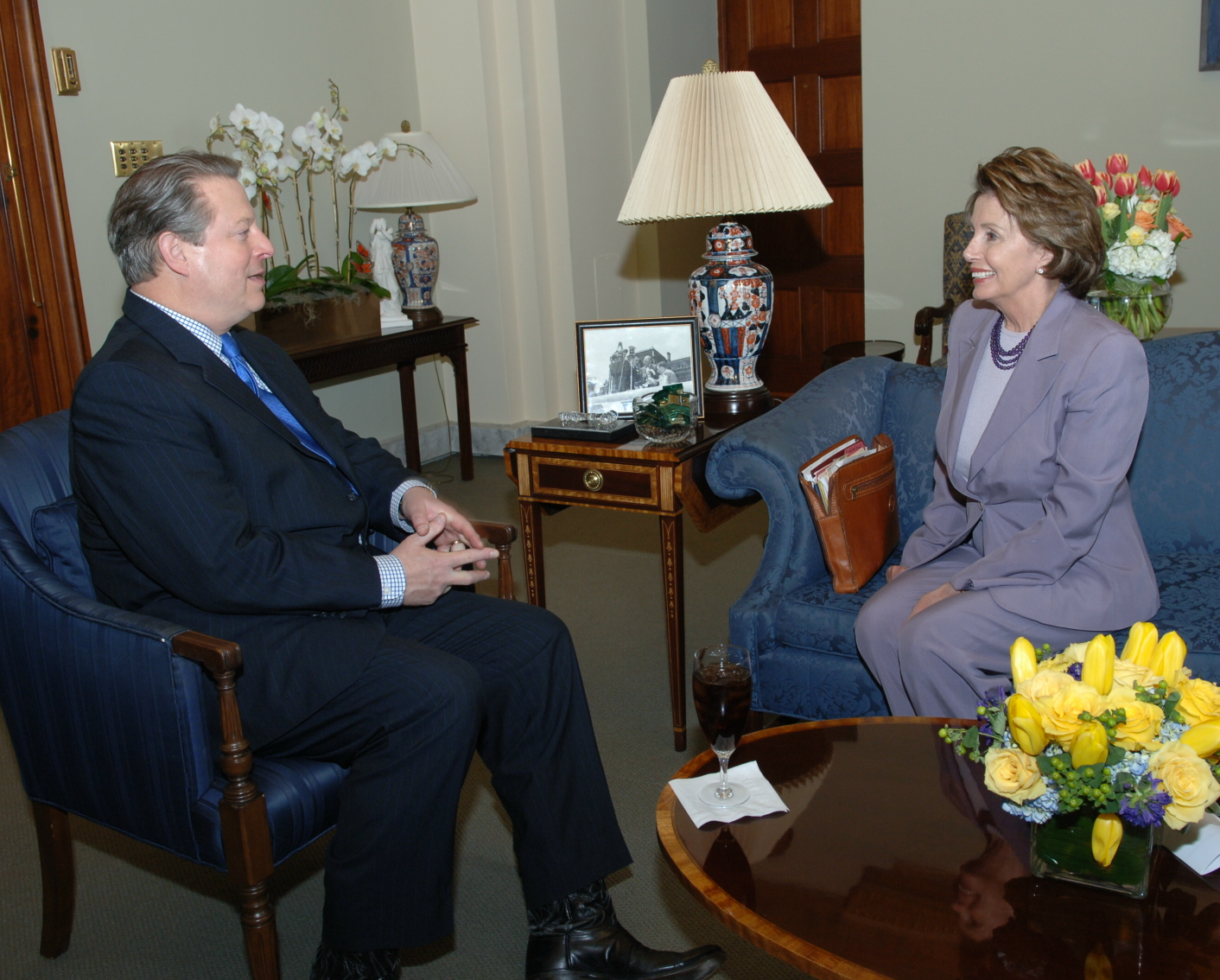
Al Gore và Nancy Pelosi năm 2007.

Trong những năm gần đây, Gore bận rộn du hành khắp thế giới để tham dự và nói chuyện tại các sự kiện tập chú vào chủ đề tình trạng nóng ấm toàn cầu và biện pháp ngăn chặn. Khán giả thường đứng lên hoan hô sau khi nghe Gore diễn thuyết. Trong phần độc thoại trong phim An Inconvenient Truth (Một sự thật mất lòng), Gore cho biết ông đã trình bày bài nầy ít nhất là một ngàn lần. Ông được trả 120 000 USD khi đến diễn thuyết tại Regina, Saskatchewan, Canada.
Ngày 7 tháng 7 năm 2007, một chuỗi những buổi hòa nhạc từ thiện được tổ chức tại các địa điểm khác nhau trên khắp thế giới, trong nỗ lực đánh thức sự quan tâm của công chúng đối với sự biến đổi khí hậu. Đây là sáng kiến tâm huyết của Gore và Kevin thuộc tổ chức Save Our Selves.
Ngày 21 tháng 7 năm 2007, Gore tuyên bố cộng tác với minh tinh điện ảnh Cameron Diaz tổ chức cuộc thi về khí hậu trên truyền hình Sáu mươi giây để cứu Trái Đất, nhằm tìm kiếm sự ủng hộ của công chúng trong nỗ lực giải quyết cuộc khủng hoảng khí hậu. Bạn có thể xem đoạn phim đoạt giải ở đây Lưu trữ ngày 22 tháng 2 năm 2008 tại Wayback Machine.
Gore tham gia diễn xuất trong phim An Inconvenient Truth (Sự thật mất lòng), cuốn phim đoạt giải Oscar năm 2007 cho thể loại phim tài liệu. Khi được trao giải Oscar, đạo diễn Davis Guggenheim yêu cầu Gore bước lên bục nhận giải cùng với đoàn làm phim. Gore phát biểu ngắn gọn, "Chúng ta cần phải giải quyết cuộc khủng hoảng khí hậu. Đây không phải là vấn đề chính trị mà là vấn đề đạo đức. Mọi thứ đã sẵn sàng để bắt đầu, miễn là chúng ta có đủ quyết tâm".

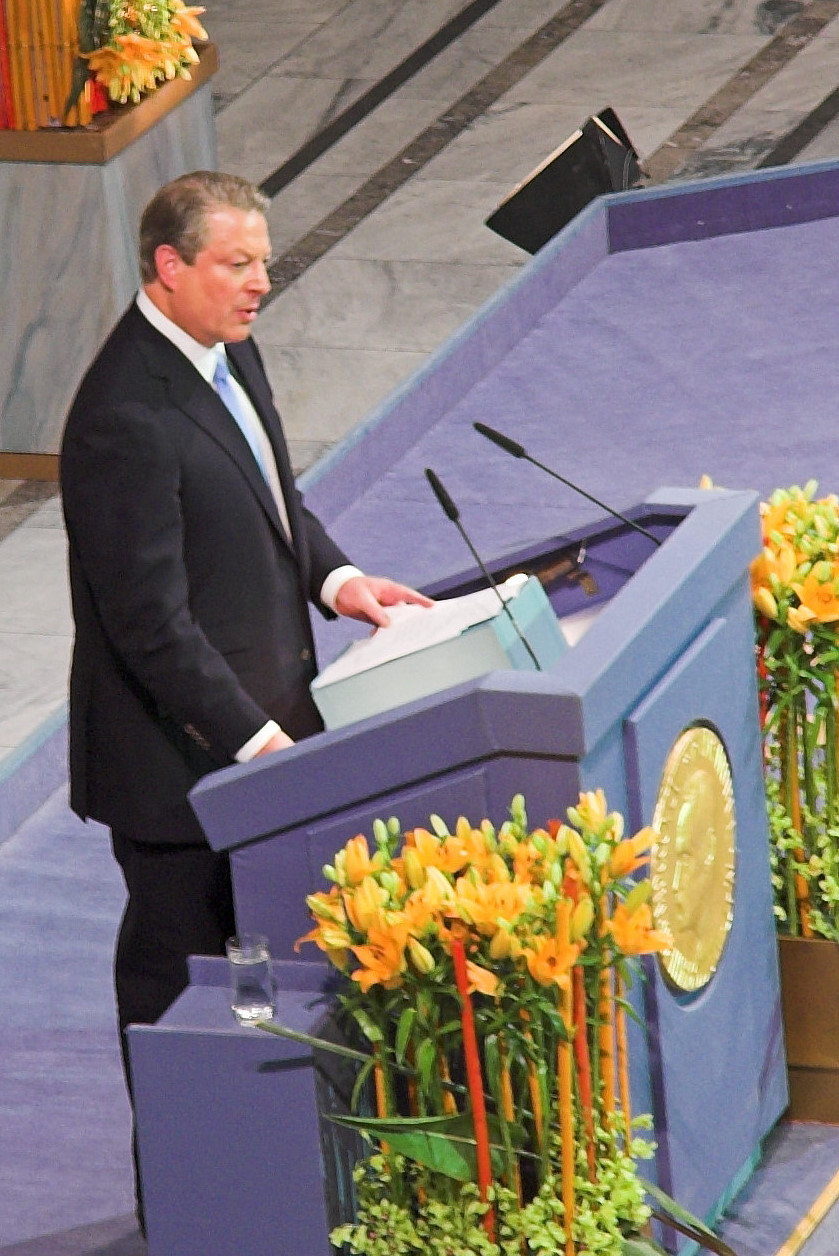
Al Gore nhận Giải Nobel Hòa bình tại Tòa Thị chính Thành phố Oslo, ngày 10 tháng 12 năm 2007

Phát hành ngày 24 tháng 5 năm 2006, cuốn phim thu thập chứng cứ về tình trạng nóng ấm toàn cầu mà con người là tác nhân, cũng như đưa ra lời cảnh báo về hậu quả của nó, nếu con người không chịu hành động kịp thời để thay đổi các thói quen tác hại đến môi trường sống. Cuối tháng 7, An Inconvenient Truth vượt qua phim Bowling for Columbine của đạo diễn Michael Moore (xoay quanh chủ đề về vụ Thảm sát Trường Trung học Columbine và tình trạng bạo hành có vũ khí) để chiếm vị trí thứ ba trong số những phim tài liệu được xem nhiều nhất trong lịch sử Hoa Kỳ. Gore cũng cho xuất bản một cuốn sách cùng tên, tác phẩm này trở nên sách bán chạy nhất.

### Giải Nobel Hòa bình năm 2007
Ngày 12 tháng 10 năm 2007, cùng với Ủy ban Liên Chính phủ về Biến đổi Khí hậu (Chủ tịch ủy ban là Rajendra K. Pachauri ở Dehli, Ấn Độ), Gore được trao tặng Giải Nobel Hòa bình năm 2007 "vì những nỗ lực xây dựng và giúp mọi người nhận thức về tình trạng thay đổi khí hậu mà con người là tác nhân chính, cũng như thiết lập nền tảng cho các biện pháp cần thiết để xử lý vấn nạn này".
Gore đưa ra lời đáp từ sau khi giải Nobel được công bố:
Ngày 10 tháng 12 năm 2007, Al Gore và Pachauri nhận Giải Nobel Hòa bình năm 2007 tại Oslo, Na Uy.

## Internet và Kỹ thuật
Với chức trách của Thượng nghị sĩ và Phó Tổng thống, Gore hoạt động tích cực trong nỗ lực phát triển và phổ cập Internet. Theo Campell-Kelly và Aspray, đồng tác giả của Computer: A History of the Information Machine, mãi cho đến đầu thập niên 1990, việc sử dụng Internet trong quảng đại quần chúng vẫn còn hạn chế, và nhận xét "mục tiêu đem đến cho người dân Mỹ bình thường cơ hội tiếp cận với mạng toàn cầu đã thúc đẩy Thượng Nghị sĩ Al Gore từ cuối thập niên 1970" đã giúp ông phát triển các thể chế pháp lý nhằm giải quyết các trở ngại để đạt đến mục tiêu này. Gore bắt tay soạn thảo đạo luật High Performance Computing and Communication năm 1991, (thường gọi là Dự luật Gore) được thông qua ngày 9 tháng 12 năm 1991, dọn đường cho việc thành lập Cơ sở Hạ tầng Thông tin Quốc gia (National Information Infrastructure, viết tắt NII) - một mạng lưới kết nối các phương tiện truyền thông, dịch vụ tương tác, phần cứng và phần mềm có thể điều phối được, máy vi tính, kho dữ liệu và các thiết bị điện tử hầu có thể cung cấp cho người dùng một khối lượng khổng lồ các loại thông tin. Al Gore thích gọi mạng thông tin khổng lồ này là "siêu xa lộ thông tin" (information superhighway).
Từ năm 2003, Gore có chân trong ban giám đốc của Apple Inc., và là cố vấn trưởng cho Google Inc.
Ngày 6 tháng 6 năm 2005, Gore được trao Giải Thành tựu Trọn đời của The Webby Awards vì "ba thập niên đóng góp cho Internet". Gore, trong phần đáp từ (giới hạn trong năm từ theo quy định của Webby Awards), đã nói đùa: "Please don't recount this vote" (Xin đừng tái kiểm phiếu).

## Gia đình

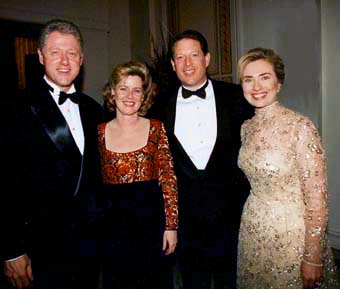
Bill và Tipper Gore với Al Gore và Hillary Clinton

Gore có một người chị, Nancy Gore Hunger, qua đời năm 1984 vì ung thư phổi.
Gore kết hôn với Mary Elizabeth Aitcheson (Tipper Gore). Hai người có bốn con: Karenna (sinh ngày 6 tháng 8 năm 1973), kết hôn với Andrew "Drew" Schiff; Kristin (sinh ngày 5 tháng 6 năm 1977), kết hôn với Paul Cusack; Sarah (ngày 7 tháng 1 năm 1979), kết hôn với doanh nhân người Mỹ gốc Đài Loan Bill Lee (李君偉); và Albert III (ngày 19 tháng 10 năm 1982). Sarah hiện là sinh viên trường Y của Đại học California tại San Francisco. Albert làm việc cho nhà xuất bản tạp chí từ thiện Good. Gore có hai cháu ngoại: Wyatt Gore Schiff (ngày 4 tháng 7 năm 1999) và Anna Hunger Schiff (ngày 23 tháng 8 năm 2001).
Gia đình Gore đang sống tại Nashiville, Tennessee, và sở hữu một nông trang gần Carthage. Họ là thành viên Nhà thờ Baptist Missionary New Salem ở Carthage.

## Tác phẩm
- Gore, Al (2009). The Path to Survival. Rodale Books. ISBN 1-59486-734-8.
- Know Climate Change và 101 Q and A on Climate Change from 'Save Planet Earth Series', 2008 (children's books)[43]
- Gore, Al (2007). The Assault on Reason. New York: Penguin. ISBN 1-59420-122-6.
- Gore, Al (2006). An Inconvenient Truth: The Planetary Emergency of Global Warming and What We Can Do About It. New York: Rodale Books. ISBN 1-59486-567-1.
- Gore, Al (2002). Joined at the Heart: The Transformation of the American Family. Tipper Gore. ISBN 0-8050-7450-3.
- Gore, Al (2002). The Spirit of Family. Tipper Gore. ISBN 0-8050-6894-5.
- Gore, Al (2001). From Red Tape to Results: Creating a Government That Works Better and Costs Less. ISBN 1-58963-571-X.
- Gore, Al (1998). Common Sense Government: Works Better & Costs Less: National Performance Review (3rd Report). ISBN 0-7881-3908-8.
- Gore, Al (1997). Businesslike Government: lessons learned from America's best companies. Scott Adams. ISBN 0-7881-7053-8.
- Gore, Al (1992). Earth in the Balance: Forging a New Common Purpose. Earthscan. ISBN 0-618-05664-5.
- Transcript: Former Vice President Gore's Speech on Constitutional Issues, tháng 1 năm 2006
- Transcript of Al Gore's speech at the Sierra Summit, ngày 9 tháng 9 năm 2005 Lưu trữ ngày 19 tháng 2 năm 2006 tại Wayback Machine
- Remarks of Former Vice President Al Gore to the Democratic National Convention, năm 2004
- Transcript: Former Vice President Al Gore:Matching our Nation's Economic Course to Our Current Realities — Brookings Institution, tháng 10 năm 2002
- Transcript: Gore remarks on Florida vote certification, ngày 27 tháng 11 năm 2000